# Aja Kim
Aja Kim es una cantante y compositora estadounidense, reconocida por haber sido la vocalista de la banda de heavy metal The Iron Maidens (conocida como "el único tributo femenino a Iron Maiden en el mundo") entre el 2004 y el 2008. Es también cinturón negro, entrenada en el estilo de karate Shotokan. Su apodo en la banda era Bruce Lee Chickinson, un juego de palabras con los nombres del vocalista de Iron Maiden, Bruce Dickinson y del famoso artista marcial chino, Bruce Lee.

## Discografía

### The Iron Maidens
- World's Only Female Tribute to Iron Maiden (The Iron Maidens) (2005/2006)
- Route 666 (The Iron Maidens) (2007)
- The Root of All Evil (The Iron Maidens) (2008)

### Otros proyectos
- Aja and The Big Man - Get It On (Clarence Clemons) (1995)
- Straight from the Heart (Carlos Guitarlos) (2003) - "Ain't That Loving You" (con Mike Watt)
- Shades Of Blue (Bruce Conte) (2004)
- Modern Babylon (Aja Kim) (2005)